# Prima Categoria 1919-20
El Campeonato Italiano de Fútbol 1919-20 fue la 19.ª edición del torneo. El ganador fue el Inter de Milán, que obtuvo su segundo scudetto. 

## Liga del Norte

### Participantes
| Liguria - G.S. Andrea Doria, Génova - Genoa Cricket & F.C. - Grifone Giovani Calciatori, Génova - U.S. Sampierdarenese, Sanpierdarena - Savona F.C. - S.P.E.S. F.C., Génova Piamonte - Alessandria F.C. - U.S. Alessandrina, Alessandria - Amatori Giuoco del Calcio, Turín - U.S. Biellese, Biella - Casale F.C., Casale Monferrato - F.C. Juventus, Turín - Novara F.C. - Pastore F.C., Turín - U.S. Pro Vercelli - Torino F.C. - U.S. Torinese, Turín - U.S. Valenzana, Valenza Emilia-Romaña - Bologna F.C. - G.S. Bolognese, Bolonia - A.C. Carpi - Modena F.C. - Nazionale Emilia F.C., Bolonia | Lombardía - Atalanta Soc.Bergamasca di Sports Atletici, Bérgamo - Brescia F.C. - F.C. Chiasso (Cantón del Tesino - Suiza) - Como F.C. - U.S. Cremonese, Cremona - Enotria Goliardo F.C., Milán - F.C. Internazionale, Milán - Juventus Italia F.C., Milán - F.C. Legnano - A.C. Libertas, Milán - A.C. Mantova - Milan F.C., Milán - U.S. Milanese, Milán - Nazionale Lombardia F.C., Milán (sección de fútbol de S.C. Italia) - Pavia F.C. - S.S. Pro Gorla (sección de fútbol de Ausonia) - Saronno F.C. - C.S. Trevigliese, Treviglio - Varese F.C. Véneto - Hellas F.C., Verona - A.C. Padova - Petrarca F.C., Padova - A.C. Venezia - A.C. Vicenza - A.S. Udinese, Udine |

### Clasificación

#### Piamonte

##### Grupo A
Posiciones
|    | Equipo            | Pts | PJ | PG | PE | PP | GF | GC | +/- | Comentarios               |
| -- | ----------------- | --- | -- | -- | -- | -- | -- | -- | --- | ------------------------- |
| 1. | Pro Vercelli      | 16  | 10 | 7  | 2  | 1  | 29 | 7  | +22 | Clasificados              |
| 1. | Juventus          | 16  | 10 | 6  | 4  | 0  | 25 | 5  | +20 | Clasificados              |
| 3. | Torino            | 15  | 10 | 6  | 3  | 1  | 27 | 10 | +17 | Clasificados              |
| 4. | Biellese          | 5   | 10 | 2  | 1  | 7  | 12 | 34 | -22 |                           |
| 5. | Amatori Torino    | 4   | 10 | 1  | 2  | 7  | 7  | 24 | -17 | Desempate por el descenso |
| 5. | U.S. Alessandrina | 4   | 10 | 1  | 2  | 7  | 12 | 32 | -20 | Desempate por el descenso |

Resultados
|                 | Amatori TO | Biellese | Juventus | Pro Vercelli | Torino | US Alessandrina |
| --------------- | ---------- | -------- | -------- | ------------ | ------ | --------------- |
| Amatori TO      |            | 4-2      | 1-5      | 0-4          | 2-2    | 2-3             |
| Biellese        | 1-0        |          | 0-3      | 1-6          | 2-9    | 4-2             |
| Juventus        | 3-1        | 4-0      |          | 1-1          | 1-1    | 3-0             |
| Pro Vercelli    | 8-1        | 3-0      | 0-0      |              | 1-0    | 2-0             |
| Torino          | 3-0        | 3-2      | 1-1      | 4-0          |        | 3-1             |
| US Alessandrina | 1-1        | 0-0      | 0-4      | 0-4          | 0-1    |                 |

Desempate por el descenso
| Equipo local   | Resultado | Equipo visitante  |
| -------------- | --------- | ----------------- |
| Amatori Torino | 2-1       | U.S. Alessandrina |

Amatori Torino mantuvo la categoría.

##### Grupo B
|    | Equipo         | Pts | PJ | PG | PE | PP | GF | GC | +/- | Comentarios  |
| -- | -------------- | --- | -- | -- | -- | -- | -- | -- | --- | ------------ |
| 1. | Alessandria    | 19  | 10 | 9  | 1  | 0  | 29 | 7  | +22 | Clasificados |
| 2. | Casale         | 12  | 10 | 5  | 2  | 3  | 20 | 13 | +7  | Clasificados |
| 3. | Novara         | 11  | 10 | 5  | 1  | 4  | 25 | 14 | +11 | Clasificados |
| 4. | U.S. Torinese  | 8   | 10 | 3  | 2  | 5  | 14 | 26 | -12 |              |
| 5. | Pastore Torino | 7   | 10 | 3  | 1  | 6  | 21 | 28 | -7  |              |
| 6. | Valenzana      | 3   | 10 | 0  | 3  | 7  | 5  | 26 | -21 | Descendido   |

Resultados
|             | Alessandria | Casale | Novara | Pastore | US Torinese | Valenzana |
| ----------- | ----------- | ------ | ------ | ------- | ----------- | --------- |
| Alessandria |             | 4-2    | 3-0    | 4-1     | 1-0         | 6-0       |
| Casale      | 1-1         |        | 3-0    | 3-2     | 1-1         | 3-1       |
| Novara      | 0-1         | 1-0    |        | 8-1     | 6-1         | 5-1       |
| Pastore     | 1-2         | 1-2    | 1-4    |         | 3-1         | 2-0       |
| US Torinese | 2-5         | 2-1    | 2-0    | 3-8     |             | 2-1       |
| Valenzana   | 0-2         | 0-4    | 1-1    | 1-1     | 0-0         |           |

#### Liguria

##### Posiciones
|    | Equipo              | Pts | PJ | PG | PE | PP | GF | GC | +/- | Comentarios  |
| -- | ------------------- | --- | -- | -- | -- | -- | -- | -- | --- | ------------ |
| 1. | Genoa               | 19  | 10 | 9  | 1  | 0  | 49 | 3  | +46 | Clasificados |
| 2. | Andrea Doria        | 15  | 10 | 6  | 3  | 1  | 29 | 9  | +20 | Clasificados |
| 3. | Grifone G.C. Genova | 8   | 10 | 3  | 2  | 5  | 11 | 35 | -25 |              |
| 4. | Sampierdarenese     | 7   | 10 | 2  | 3  | 5  | 12 | 28 | -16 |              |
| 5. | Savona              | 6   | 10 | 2  | 2  | 6  | 8  | 21 | -13 |              |
| 6. | S.P.E.S. Genova     | 5   | 10 | 2  | 1  | 7  | 5  | 18 | -13 | Descendido   |

##### Resultados
|           | A. Doria | Genoa | Grifone | Sampierd. | Savona | Spes GE |
| --------- | -------- | ----- | ------- | --------- | ------ | ------- |
| A. Doria  |          | 1-1   | 6-0     | 4-1       | 3-1    | 4-0     |
| Genoa     | 5-1      |       | 6-0     | 8-0       | 5-0    | 3-0     |
| Grifone   | 0-7      | 0-8   |         | 3-1       | 1-1    | 1-0     |
| Sampierd. | 1-1      | 0-4   | 4-4     |           | 1-2    | 1-0     |
| Savona    | 0-0      | 0-4   | 0-2     | 2-3       |        | 0-1     |
| Spes GE   | 0-2      | 1-5   | 2-0     | 0-0       | 1-2    |         |

#### Lombardía

##### Grupo A
Posiciones
|    | Equipo          | Pts | PJ | PG | PE | PP | GF | GC | +/- | Comentarios                    |
| -- | --------------- | --- | -- | -- | -- | -- | -- | -- | --- | ------------------------------ |
| 1. | Internazionale  | 18  | 10 | 8  | 2  | 0  | 42 | 12 | +30 | Clasificados                   |
| 2. | Brescia         | 14  | 10 | 6  | 2  | 2  | 21 | 16 | +5  | Clasificados                   |
| 3. | Juventus Italia | 9   | 10 | 4  | 1  | 5  | 16 | 15 | +1  | Desempate por la clasificación |
| 3. | Trevigliese     | 9   | 10 | 2  | 5  | 3  | 21 | 25 | -4  | Desempate por la clasificación |
| 5. | Libertas Milano | 5   | 10 | 2  | 1  | 7  | 11 | 31 | -20 | Desempate por el descenso      |
| 5. | Cremonese       | 5   | 10 | 2  | 1  | 7  | 14 | 26 | -12 | Desempate por el descenso      |

Resultados
|                | Brescia | Cremonese | Internazionale | Juv. Italia | Libertas MI | Trevigliese |
| -------------- | ------- | --------- | -------------- | ----------- | ----------- | ----------- |
| Brescia        |         | 1-0       | 1-1            | 4-0         | 4-0         | 3-3         |
| Cremonese      | 2-4     |           | 0-2            | 0-3         | 5-3         | 3-1         |
| Internazionale | 6-0     | 5-2       |                | 4-2         | 6-0         | 8-2         |
| Juv. Italia    | 2-0     | 2-0       | 2-4            |             | 0-1         | 0-1         |
| Libertas MI    | 0-1     | 4-1       | 0-3            | 0-4         |             | 3-3         |
| Trevigliese    | 2-3     | 1-1       | 3-3            | 1-1         | 4-0         |             |

Desempate por la clasificación
Jugado el 4 de enero de 1920 en Brescia.
| Equipo local    | Resultado | Equipo visitante |
| --------------- | --------- | ---------------- |
| Juventus Italia | 2-0       | Trevigliese      |

Desempate por el descenso
Jugado el 15 de febrero de 1920 en Brescia.
| Equipo local    | Resultado | Equipo visitante |
| --------------- | --------- | ---------------- |
| Libertas Milano | 2-0       | Cremonese        |

Libertas Milano mantuvo la categoría.

##### Grupo B
Posiciones
|    | Equipo            | Pts | PJ | PG | PE | PP | GF | GC | +/- | Comentarios  |
| -- | ----------------- | --- | -- | -- | -- | -- | -- | -- | --- | ------------ |
| 1. | Milan FC          | 20  | 10 | 10 | 0  | 0  | 43 | 8  | +35 | Clasificados |
| 2. | Enotria Goliardo  | 14  | 10 | 7  | 0  | 3  | 24 | 15 | +9  | Clasificados |
| 3. | Atalanta          | 11  | 10 | 4  | 1  | 5  | 11 | 16 | -5  | Clasificados |
| 4. | Chiasso           | 8   | 10 | 3  | 2  | 5  | 15 | 18 | -3  |              |
| 5. | Pavia             | 5   | 10 | 3  | 1  | 6  | 11 | 19 | -8  |              |
| 6. | Ausonia Pro Gorla | 2   | 10 | 0  | 2  | 8  | 8  | 36 | -28 | Descendido   |

Resultados
|              | Atalanta | Ausonia P.G. | Chiasso | Enotria | Milan FC | Pavia |
| ------------ | -------- | ------------ | ------- | ------- | -------- | ----- |
| Atalanta     |          | 2-0          | 1-0     | 0-2     | 0-4      | 1-0   |
| Ausonia P.G. | 1-2      |              | 0-4     | 4-7     | 0-10     | 0-2   |
| Chiasso      | 3-3      | 1-1          |         | 2-0     | 1-2      | 1-3   |
| Enotria      | 1-0      | 4-0          | 4-0     |         | 1-4      | 3-2   |
| Milan FC     | 5-1      | 3-1          | 3-1     | 3-1     |          | 3-1   |
| Pavia        | 0-1      | 1-1          | 1-2     | 0-1     | 1-6      |       |

##### Grupo C
Posiciones
|    | Equipo              | Pts | PJ | PG | PE | PP | GF | GC | +/- | Comentarios               |
| -- | ------------------- | --- | -- | -- | -- | -- | -- | -- | --- | ------------------------- |
| 1. | U.S. US Milanese    | 18  | 10 | 8  | 2  | 0  | 35 | 8  | +27 | Clasificados              |
| 2. | Legnano             | 15  | 10 | 7  | 1  | 2  | 26 | 7  | +19 | Clasificados              |
| 3. | Saronno             | 12  | 10 | 6  | 0  | 4  | 25 | 18 | +7  | Clasificados              |
| 4. | Nazionale Lombardia | 7   | 10 | 3  | 1  | 6  | 19 | 33 | -14 |                           |
| 5. | Varese              | 4   | 10 | 1  | 2  | 7  | 15 | 30 | -15 | Desempate por el descenso |
| 5. | Como                | 4   | 10 | 2  | 0  | 8  | 13 | 37 | -24 | Desempate por el descenso |

Resultados
|                | Como | Legnano | Naz. Lombardia | Saronno | US Milanese | Varese |
| -------------- | ---- | ------- | -------------- | ------- | ----------- | ------ |
| Como           |      | 0-4     | 2-1            | 1-4     | 1-8         | 5-3    |
| Legnano        | 4-0  |         | 4-1            | 2-0     | 0-1         | 3-0    |
| Naz. Lombardia | 4-2  | 1-4     |                | 4-2     | 2-6         | 5-4    |
| Saronno        | 4-2  | 3-1     | 4-0            |         | 0-3         | 5-1    |
| US Milanese    | 3-0  | 1-1     | 4-0            | 3-1     |             | 2-2    |
| Varese         | 2-0  | 0-3     | 1-1            | 1-2     | 1-4         |        |

Desempate por el descenso
Jugado el 8 de febrero de 1920 en Saronno.
| Equipo local | Resultado | Equipo visitante |
| ------------ | --------- | ---------------- |
| Varese F.C.  | 2-1       | Como F.C.        |

Varese mantuvo la categoría.

#### Véneto

##### Posiciones
|    | Equipo          | Pts | PJ | PG | PE | PP | GF | GC | +/- | Comentarios               |
| -- | --------------- | --- | -- | -- | -- | -- | -- | -- | --- | ------------------------- |
| 1. | Padova          | 17  | 10 | 8  | 1  | 1  | 25 | 6  | +19 | Clasificados              |
| 2. | Venezia         | 13  | 10 | 5  | 3  | 2  | 13 | 9  | +4  | Clasificados              |
| 3. | Petrarca Padova | 11  | 10 | 5  | 1  | 4  | 24 | 20 | +4  |                           |
| 4. | Vicenza         | 7   | 10 | 3  | 1  | 6  | 14 | 19 | -5  |                           |
| 5. | Hellas Verona   | 6   | 10 | 2  | 2  | 6  | 15 | 26 | -11 | Desempate por el descenso |
| 5. | Udinese         | 6   | 10 | 2  | 2  | 6  | 7  | 18 | -11 | Desempate por el descenso |

##### Resultados
|          | Verona | Padova | Petrarca | Udinese | Venezia | Vicenza |
| -------- | ------ | ------ | -------- | ------- | ------- | ------- |
| Verona   |        | 1-2    | 3-3      | 5-0     | 0-0     | 2-1     |
| Padova   | 7-0    |        | 2-0      | 3-1     | 0-1     | 4-0     |
| Petrarca | 4-3    | 1-2    |          | 2-0     | 4-2     | 3-5     |
| Udinese  | 3-1    | 1-1    | 1-2      |         | 0-0     | 0-2     |
| Venezia  | 3-0    | 1-3    | 1-0      | 2-0     |         | 1-1     |
| Vicenza  | 3-0    | 0-1    | 1-5      | 0-1     | 1-2     |         |

##### Desempate por el descenso
Jugado el 14 de marzo de 1920 en Venecia.
| Equipo local  | Resultado | Equipo visitante |
| ------------- | --------- | ---------------- |
| Hellas Verona | 1-0       | Udinese          |

Hellas Verona mantuvo la categoría.

#### Emilia-Romaña

##### Posiciones
|    | Equipo           | Pts | PJ | PG | PE | PP | GF | GC | +/- | Comentarios  |
| -- | ---------------- | --- | -- | -- | -- | -- | -- | -- | --- | ------------ |
| 1. | Bologna          | 18  | 10 | 8  | 2  | 0  | 39 | 5  | +34 | Clasificados |
| 2. | Modena           | 15  | 10 | 6  | 3  | 1  | 30 | 6  | +24 | Clasificados |
| 3. | Mantova          | 10  | 10 | 3  | 4  | 3  | 11 | 11 | 0   |              |
| 4. | Carpi            | 7   | 10 | 3  | 1  | 6  | 9  | 22 | -13 |              |
| 5. | Nazionale Emilia | 6   | 10 | 2  | 2  | 6  | 7  | 28 | -21 |              |
| 6. | G.S. Bolognese   | 4   | 10 | 2  | 0  | 8  | 9  | 33 | -24 | Descendido   |

##### Resultados
|              | Bologna | Carpi | GS Bolognese | Mantova | Modena | Naz. Emilia |
| ------------ | ------- | ----- | ------------ | ------- | ------ | ----------- |
| Bologna      |         | 2-0   | 8-0          | 0-0     | 4-0    | 9-0         |
| Carpi        | 2-6     |       | 2-1          | 0-0     | 0-3    | 0-1         |
| GS Bolognese | 2-4     | 0-2   |              | 3-0     | 1-9    | 2-0         |
| Mantova      | 1-3     | 2-1   | 2-0          |         | 0-0    | 5-1         |
| Modena       | 0-0     | 6-0   | 4-0          | 2-0     |        | 5-0         |
| Naz. Emilia  | 0-3     | 1-2   | 2-0          | 1-1     | 1-1    |             |

### Semifinales

#### Grupo A

##### Posiciones
|    | Equipo       | Pts | PJ | PG | PE | PP | GF | GC | +/- | Comentarios |
| -- | ------------ | --- | -- | -- | -- | -- | -- | -- | --- | ----------- |
| 1. | Genoa        | 19  | 10 | 9  | 1  | 0  | 24 | 4  | +20 | Clasificado |
| 2. | Pro Vercelli | 14  | 10 | 6  | 2  | 2  | 20 | 11 | +9  |             |
| 3. | Alessandria  | 11  | 10 | 5  | 1  | 4  | 12 | 11 | +1  |             |
| 4. | Milan FC     | 9   | 10 | 4  | 1  | 5  | 13 | 16 | -3  |             |
| 5. | Legnano      | 5   | 10 | 1  | 3  | 6  | 7  | 18 | -11 |             |
| 6. | Venezia      | 2   | 10 | 0  | 2  | 8  | 5  | 21 | -16 |             |

##### Resultados
|              | Alessandria | Genoa | Legnano | Milan FC | Pro Vercelli | Venezia |
| ------------ | ----------- | ----- | ------- | -------- | ------------ | ------- |
| Alessandria  |             | 0-2   | 2-0     | 2-0      | 1-1          | 3-1     |
| Genoa        | 2-1         |       | 5-0     | 2-1      | 2-1          | 5-0     |
| Legnano      | 1-2         | 0-1   |         | 1-1      | 2-1          | 1-1     |
| Milan FC     | 3-0         | 0-2   | 3-1     |          | 1-2          | 2-1     |
| Pro Vercelli | 1-0         | 1-1   | 2-1     | 5-1      |              | 4-1     |
| Venezia      | 0-1         | 0-2   | 0-0     | 0-1      | 1-2          |         |

#### Grupo B

##### Posiciones
|    | Equipo        | Pts | PJ | PG | PE | PP | GF | GC | +/- | Comentarios |
| -- | ------------- | --- | -- | -- | -- | -- | -- | -- | --- | ----------- |
| 1. | Juventus      | 17  | 10 | 8  | 1  | 1  | 21 | 4  | +17 | Clasificado |
| 2. | U.S. Milanese | 15  | 10 | 7  | 1  | 2  | 14 | 10 | +4  |             |
| 3. | Modena        | 9   | 10 | 4  | 1  | 5  | 17 | 13 | +4  |             |
| 4. | Casale        | 8   | 10 | 2  | 4  | 4  | 7  | 8  | -1  |             |
| 5. | Brescia       | 6   | 10 | 2  | 2  | 6  | 4  | 14 | -10 |             |
| 6. | Padova        | 5   | 10 | 2  | 1  | 7  | 10 | 24 | -14 |             |

##### Resultados
|             | Brescia | Casale | Juventus | Modena | Padova | US Milanese |
| ----------- | ------- | ------ | -------- | ------ | ------ | ----------- |
| Brescia     |         | 0-0    | 0-0      | 2-1    | 1-2    | 0-1         |
| Casale      | 3-0     |        | 0-1      | 0-2    | 1-0    | 1-1         |
| Juventus    | 2-0     | 1-0    |          | 3-0    | 6-1    | 3-0         |
| Modena      | 4-0     | 1-1    | 0-1      |        | 4-1    | 0-1         |
| Padova      | 1-0     | 0-0    | 1-3      | 2-4    |        | 1-3         |
| US Milanese | 0-1     | 2-1    | 2-1      | 2-1    | 2-1    |             |

#### Grupo C

##### Posiciones
|    | Equipo           | Pts | PJ | PG | PE | PP | GF | GC | +/- | Comentarios |
| -- | ---------------- | --- | -- | -- | -- | -- | -- | -- | --- | ----------- |
| 1. | Internazionale   | 16  | 10 | 7  | 2  | 1  | 37 | 13 | +24 | Clasificado |
| 2. | Novara           | 13  | 10 | 6  | 1  | 3  | 22 | 15 | +7  |             |
| 2. | Bologna          | 13  | 10 | 6  | 1  | 3  | 20 | 14 | +6  |             |
| 4. | Torino           | 9   | 10 | 4  | 1  | 5  | 17 | 21 | -4  |             |
| 5. | Andrea Doria     | 5   | 10 | 2  | 1  | 7  | 14 | 21 | -7  |             |
| 6. | Enotria Goliardo | 4   | 10 | 2  | 0  | 8  | 11 | 37 | -24 |             |

##### Resultados
|                | A. Doria | Bologna | Enotria | Internazionale | Novara | Torino |
| -------------- | -------- | ------- | ------- | -------------- | ------ | ------ |
| A. Doria       |          | 1-4     | 3-1     | 3-3            | 1-2    | 0-1    |
| Bologna        | 2-0      |         | 7-1     | 0-1            | 2-0    | 2-1    |
| Enotria        | 3-1      | 1-2     |         | 1-5            | 0-5    | 2-0    |
| Internazionale | 1-0      | 5-0     | 7-0     |                | 5-2    | 4-0    |
| Novara         | 3-2      | 1-1     | 5-1     | 1-0            |        | 2-0    |
| Torino         | 1-3      | 3-0     | 2-1     | 6-6            | 3-1    |        |

#### Ronda final
|    | Equipo         | Pts | PJ | PG | PE | PP | GF | GC | +/- | Comentarios                     |
| -- | -------------- | --- | -- | -- | -- | -- | -- | -- | --- | ------------------------------- |
| 1. | Internazionale | 3   | 2  | 1  | 1  | 0  | 2  | 1  | +1  | Clasificado a la Final Nacional |
| 2. | Juventus       | 2   | 2  | 1  | 0  | 1  | 3  | 3  | 0   |                                 |
| 3. | Genoa          | 1   | 2  | 0  | 1  | 1  | 3  | 4  | -1  |                                 |

##### Resultados
| Equipo local   | Resultado | Equipo visitante |
| -------------- | --------- | ---------------- |
| Juventus       | 3-2       | Genoa            |
| Inter de Milán | 1-0       | Juventus         |
| Inter de Milán | 1-1       | Genoa            |

## Liga del Sur

### Clasificación

#### Toscana

##### Posiciones
|    | Equipo              | Pts | PJ | PG | PE | PP | GF | GC | +/- | Comentarios  |
| -- | ------------------- | --- | -- | -- | -- | -- | -- | -- | --- | ------------ |
| 1. | Pisa                | 18  | 10 | 8  | 2  | 0  | 48 | 6  | +42 | Clasificados |
| 2. | Livorno             | 15  | 10 | 7  | 1  | 2  | 32 | 10 | +22 | Clasificados |
| 3. | Libertas Firenze    | 9   | 10 | 3  | 3  | 4  | 14 | 16 | -2  |              |
| 3. | Giovanni Gerbi Pisa | 9   | 10 | 4  | 1  | 5  | 23 | 32 | -9  |              |
| 5. | Firenze             | 7   | 10 | 2  | 3  | 5  | 11 | 26 | -15 |              |
| 6. | Prato               | 2   | 10 | 1  | 0  | 9  | 10 | 48 | -38 | Descendido   |

##### Resultados
|             | Firenze | Gerbi Pisa | Libertas FI | Livorno | Pisa | Prato |
| ----------- | ------- | ---------- | ----------- | ------- | ---- | ----- |
| Firenze     |         | 1-1        | 0-0         | 0-2     | 1-1  | 4-0   |
| Gerbi Pisa  | 7-0     |            | 2-1         | 1-2     | 1-4  | 6-0   |
| Libertas FI | 3-1     | 0-1        |             | 0-0     | 1-1  | 6-1   |
| Livorno     | 2-0     | 9-1        | 4-1         |         | 1-2  | 6-0   |
| Pisa        | 9-0     | 8-2        | 5-0         | 5-0     |      | 8-0   |
| Prato       | 1-4     | 7-1        | 1-2         | 0-6     | 0-5  |       |

#### Lacio

##### Posiciones
|    | Equipo         | Pts | PJ | PG | PE | PP | GF | GC | +/- | Comentarios  |
| -- | -------------- | --- | -- | -- | -- | -- | -- | -- | --- | ------------ |
| 1. | Fortitudo Roma | 21  | 12 | 10 | 1  | 1  | 41 | 11 | +30 | Clasificados |
| 2. | Audace Roma    | 16  | 12 | 6  | 4  | 2  | 19 | 12 | +7  | Clasificados |
| 3. | Lazio          | 14  | 12 | 6  | 2  | 4  | 22 | 11 | +11 |              |
| 4. | Juventus Audax | 12  | 12 | 5  | 2  | 5  | 17 | 17 | 0   |              |
| 5. | U.S. Romana    | 10  | 12 | 4  | 2  | 6  | 17 | 28 | -11 |              |
| 6. | Pro Roma       | 8   | 12 | 3  | 2  | 7  | 16 | 27 | -11 |              |
| 7. | Roman          | 3   | 12 | 1  | 1  | 10 | 10 | 36 | -26 | Descendido   |

##### Resultados
|            | Audace | Fortitudo | Juv. Audax | Lazio | Pro Roma | Roman | US Romana |
| ---------- | ------ | --------- | ---------- | ----- | -------- | ----- | --------- |
| Audace     |        | 3-2       | 1-0        | 0-0   | 2-0      | 4-1   | 0-0       |
| Fortitudo  | 2-1    |           | 1-1        | 1-0   | 4-1      | 7-0   | 4-2       |
| Juv. Audax | 1-1    | 1-3       |            | 2-1   | 1-0      | 0-2   | 2-1       |
| Lazio      | 1-2    | 1-2       | 2-0        |       | 4-1      | 3-1   | 3-0       |
| Pro Roma   | 1-1    | 0-3       | 1-5        | 2-2   |          | 3-1   | 4-1       |
| Roman      | 0-2    | 1-6       | 2-3        | 0-2   | 0-2      |       | 0-2       |
| US Romana  | 4-2    | 0-6       | 2-1        | 0-3   | 3-1      | 2-2   |           |

#### Campania

##### Posiciones
|    | Equipo                | Pts | PJ | PG | PE | PP | GF | GC | +/- | Comentarios  |
| -- | --------------------- | --- | -- | -- | -- | -- | -- | -- | --- | ------------ |
| 1. | Internazionale Napoli | 12  | 8  | 5  | 2  | 1  | 31 | 9  | +22 | Clasificados |
| 2. | Puteolana             | 11  | 8  | 4  | 3  | 1  | 16 | 10 | +6  | Clasificados |
| 3. | Pro Napoli            | 9   | 8  | 4  | 1  | 3  | 25 | 15 | +10 |              |
| 4. | Naples                | 6   | 8  | 2  | 2  | 4  | 17 | 14 | +3  |              |
| 5. | Pro Caserta           | 2   | 8  | 1  | 0  | 7  | 6  | 47 | -41 | Descendido   |

##### Resultados
|               | Inter. Napoli | Naples | Pro Caserta | Pro Napoli | Puteolana |
| ------------- | ------------- | ------ | ----------- | ---------- | --------- |
| Inter. Napoli |               | 2-1    | 8-2         | 1-1        | 3-1       |
| Naples        | 1-3           |        | 7-0         | 2-3        | 1-1       |
| Pro Caserta   | 1-0           | 1-3    |             | 0-2        | 1-4       |
| Pro Napoli    | 1-6           | 3-1    | 13-0        |            | 1-3       |
| Puteolana     | 1-1           | 1-1    | 3-1         | 2-1        |           |

### Semifinales

#### Grupo A

##### Posiciones
|    | Equipo         | Pts | PJ | PG | PE | PP | GF | GC | +/- | Comentarios  |
| -- | -------------- | --- | -- | -- | -- | -- | -- | -- | --- | ------------ |
| 1. | Fortitudo Roma | 8   | 4  | 4  | 0  | 0  | 13 | 2  | +11 | Clasificados |
| 2. | Pisa           | 2   | 4  | 1  | 0  | 3  | 6  | 8  | -2  |              |
| 2. | Puteolana      | 2   | 4  | 1  | 0  | 3  | 3  | 12 | -9  |              |

##### Resultados
|           | Fortitudo | Pisa | Puteolana |
| --------- | --------- | ---- | --------- |
| Fortitudo |           | 2-0  | 5-0       |
| Pisa      | 1-4       |      | 5-0       |
| Puteolana | 1-2       | 2-0  |           |

#### Grupo B

##### Posiciones
|    | Equipo                | Pts | PJ | PG | PE | PP | GF | GC | +/- | Comentarios |
| -- | --------------------- | --- | -- | -- | -- | -- | -- | -- | --- | ----------- |
| 1. | Livorno               | 8   | 4  | 4  | 0  | 0  | 12 | 3  | +9  | Clasificado |
| 2. | Audace Roma           | 4   | 4  | 2  | 0  | 2  | 7  | 5  | +2  |             |
| 3. | Internazionale Napoli | 0   | 4  | 0  | 0  | 4  | 0  | 11 | -11 |             |

##### Resultados
|               | Audace | Inter. Napoli | Livorno |
| ------------- | ------ | ------------- | ------- |
| Audace        |        | 2-0           | 3-4     |
| Inter. Napoli | 0-2    |               | 0-3     |
| Livorno       | 1-0    | 4-0           |         |

### Ronda final
Jugado el 13 de junio de 1920 en Bolonia.
| Equipo local | Resultado | Equipo visitante |
| ------------ | --------- | ---------------- |
| Livorno      | 3-2       | Fortitudo Roma   |

Livorno clasificó a la Final Nacional.

## Final Nacional
Jugado el 20 de junio de 1920 en Bolonia.
| Equipo local   | Resultado | Equipo visitante |
| -------------- | --------- | ---------------- |
| Inter de Milán | 3-2       | Livorno          |

Inter de Milán se consagra campeón del Campeonato Italiano de Fútbol.
|                |
| Campeón        |
| Inter de Milán |
| 2º título      |

## Equipo campeón
El equipo del Inter de Milán campeón de Italia 1920:
- Piero Campelli
- Gustavo Francesconi
- Alessandro Beltrame
- Alessandro Milesi
- Pino Fossati II
- Paolo Schleider
- Leopoldo Conti
- Ermanno Aebi
- Emilio Agradi
- Luigi Cevenini III
- Giuseppe Asti